# Мажоров переулок

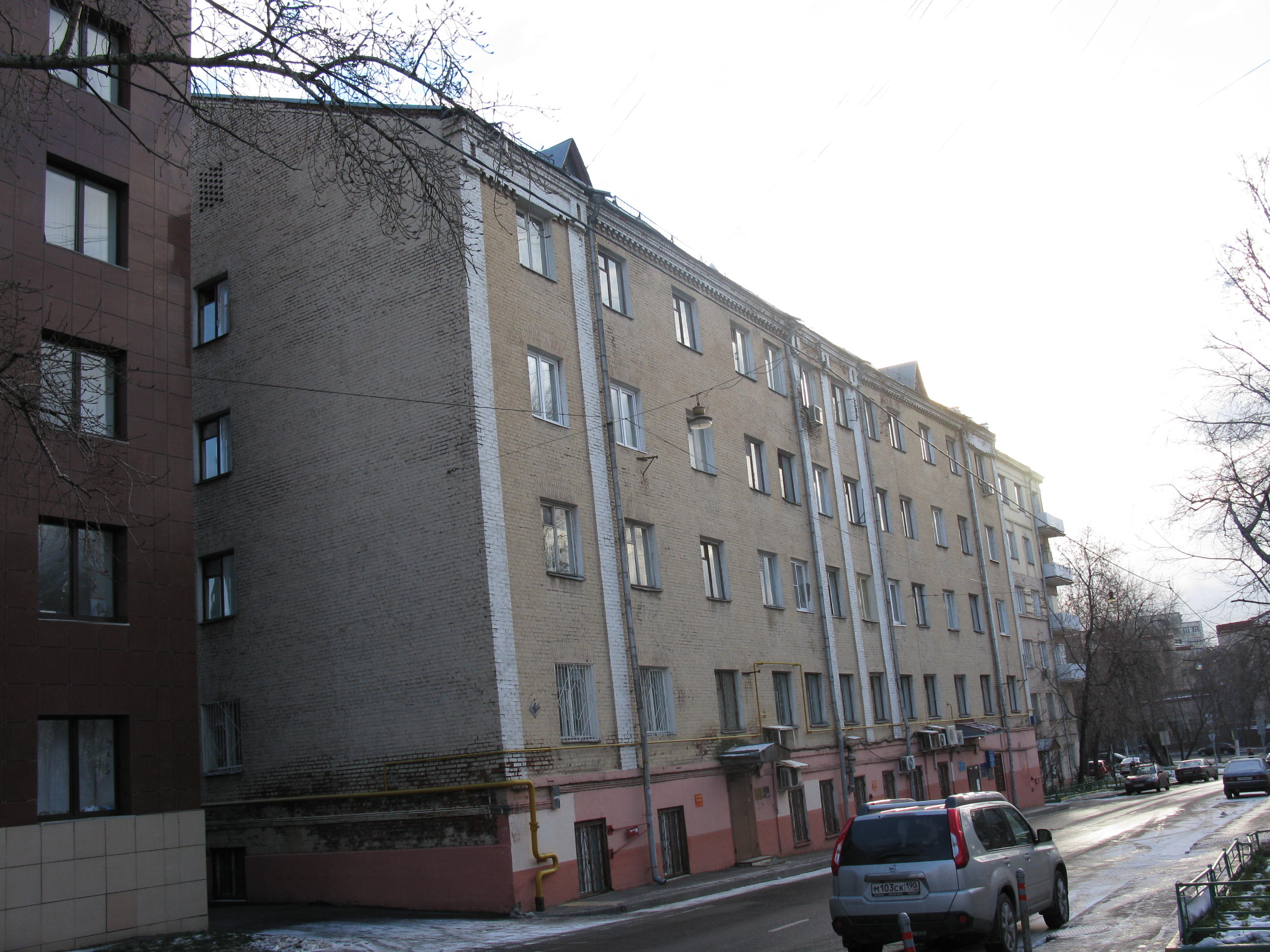
Жилой дом в Мажоровом переулке постройки 1911 года

Мажо́ров переу́лок — переулок в Москве, в районе Соколиная Гора Восточного административного округа. Проходит от Семёновского пер. (от его угла с Большой Семёновской улицей) до Малой Семёновской улицы.

## История
Переулок получил название в XVIII веке, как считается, по должности тамбурмажора. В селе Семёновском размещался оркестр Семёновского гвардейского полка. Встречались варианты написания Мажеров, Можеров, Можаров, Мажаров, Можаровский (в частности, так на Хотевском плане), Мажорный. Есть версия, что название переулка происходит от фамилии домовладельца, а форма Мажоров с объяснением происхождения появилась во второй половине XIX века. С 1925 по 1953 год официальной была форма названия Можеров. Также переулок носил название Кисловский.
Современная застройка переулка в основном относится к началу XX века.

## Примечательные здания и сооружения
По нечётной стороне:
- Дом 7 — административное здание постройки 1914 года[2]. В настоящее время размещается профсоюз муниципальных работников Москвы.

По чётной стороне:
- Дома 4 и 6 (ранее дом 4/6) — дом, в котором в молодости проживал бард и писатель Михаил Анчаров. Построен в 1927 году[2].
- Дом 8 — жилой дом постройки 1911 года[2]. ЕИРЦ района Соколиная Гора.
- Дом 14 — бывший Московский завод синтетических моющих средств, основанный в 1875 году купцом Василием Рыбаковым[3]. Ныне бизнес-центр «ABC».

## Транспорт
Общественный транспорт по переулку не проходит. Он находится в пешеходной доступности от станций метро «Семёновская», «Электрозаводская» (радиальная), «Электрозаводская» (кольцевая), а также от железнодорожной платформы Электрозаводская. Наземный общественный транспорт проходит по Большой Семёновской улице.
C 22 декабря 2015 года движение транспорта по Мажоровому переулку стало односторонним в направлении от Малой Семёновской улицы в сторону Большой Семёновской улицы.